# Chalcopasta territans
Chalcopasta territans là một loài bướm đêm trong họ Noctuidae.